# سیمونا ونتورا

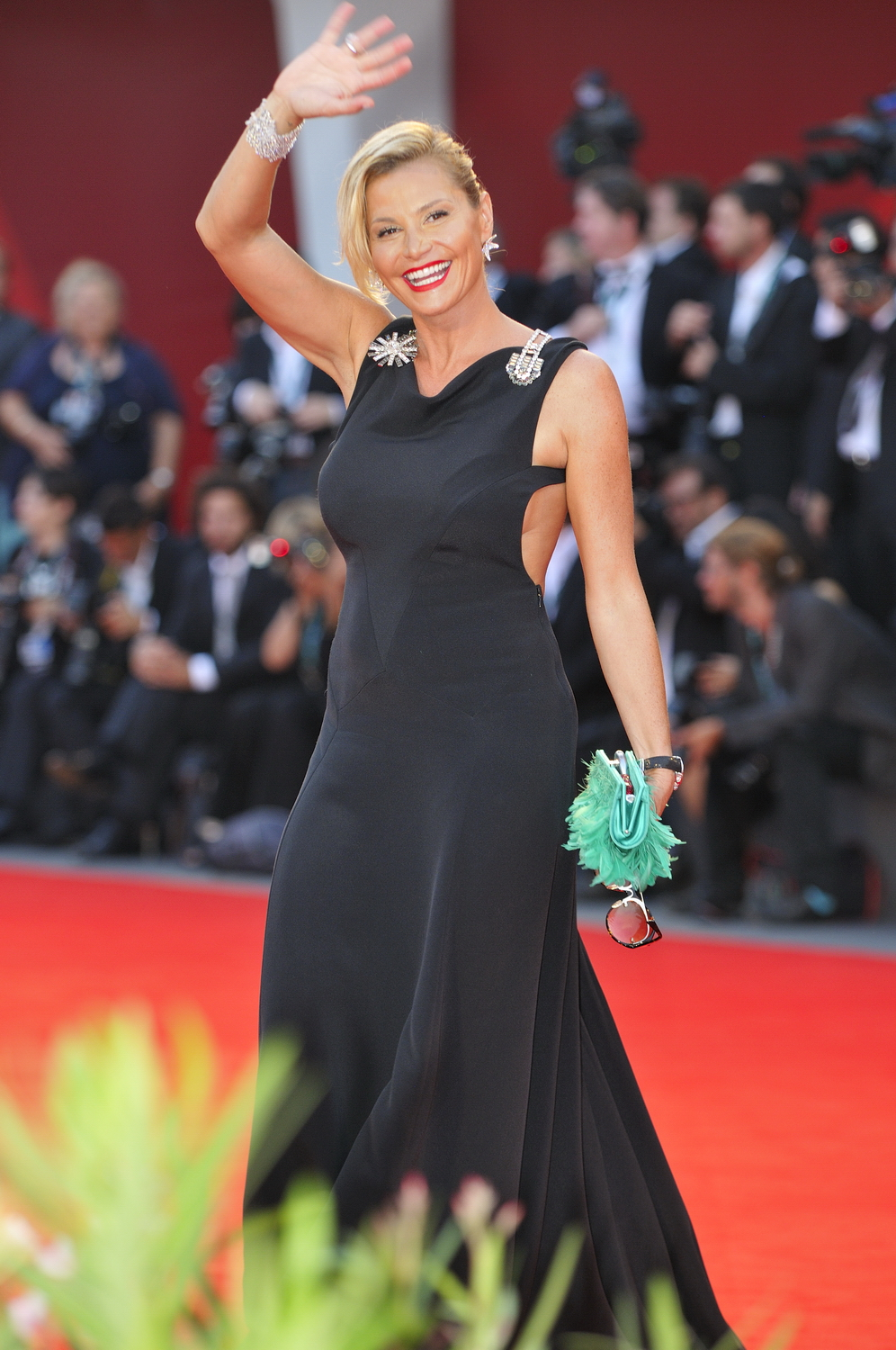
سیمونا ونتورا در جشنواره ونیز سال ۲۰۰۹

سیمونا ونتورا (به ایتالیایی: Simona Ventura) (متولد ۱ آوریل ۱۹۶۵ در بنتیوولیو) یک مجری ایتالیایی است.

## شروع کار
سیمونا ونتورا کار خود را در تلویزیون با برنامهٔ «دومانی اسپوزی» همراه با جان کارلو ماگالی بر روی شبکهٔ رای اونو شروع کرد.علاقهٔ او به ورزش وی را به سمت گزارشگری ورزش کشاند.ونتورا در سال‌های ۱۹۹۰ (جام جهانی فوتبال ) ۱۹۹۲ (بازی‌های المپیک بارسلون) را برای شبکهٔ تله مونت کارلو گزارش می کرد.
در شبکهٔ رای او همراه با پیپو بآدو در برنامهٔ یکشنبه عصر «دومنیکا این» (۱۹۹۱) و سپس در سال ۱۹۹۲
در برنامهٔ ورزشی «دومنیکا اسپورتیوا» حاضر شد.

## کار در مدیاست
ونتورا در شبکه مدیاست برنامه‌های گوناگونی مانند «مای دیر گل»، «کوری ای دناری» «بوم» ،«اسکرزیا پارته»، «فستیوالبار» ،«لی ینه»، «ماتریکوله»، لی ایندلبیله ۹۹ ، «کاری آمیچی میایی»
«زلیگ-نوی فاچامو کاباره» و «پیکوله کاناگلیه»را میزبانی کرد.او در مجموع هشت سال در شبکه مدیاست بود.
سیمونا بخش تازه واردان جشنواره موسیقی را در سال ۱۹۹۶ برای شبکهٔ رای میزبانی کرد.

## کار در رای
در سال ۲۰۰۱ سیمونا به شبکهٔ رای ۲ بازگشت تا هفتمین سری از «کو الیکه ایل کالچو» و «کو الیکو لو سموکینگ» را اجرا کند. در سال ۲۰۰۲ پیپو بآدو او را برای «دوپافستیوال» انتخاب کرد.

## جوایز
ونتورا چهار جایزه تلگتو (جایزهٔ تلویزیونی ایتالیا) را به عنوان بهترین مجری زن سال همراه با بیشترین مخاطب را بدست آورده است.
- لی سولا دی فاموسی
- اکس فکتور
- سنرمو ۲۰۰۴
- کو الیکه ایل کالچو